# Peter Beagrie
Peter Sidney Beagrie (Middlesbrough, 28 novembre 1965) è un ex calciatore inglese, di ruolo ala.

## Palmarès

### Individuale
- Squadra dell'anno della PFA: 1

2001-2002 (Division Three)